# Mármore

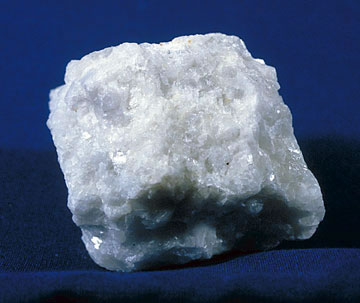
Mármore.

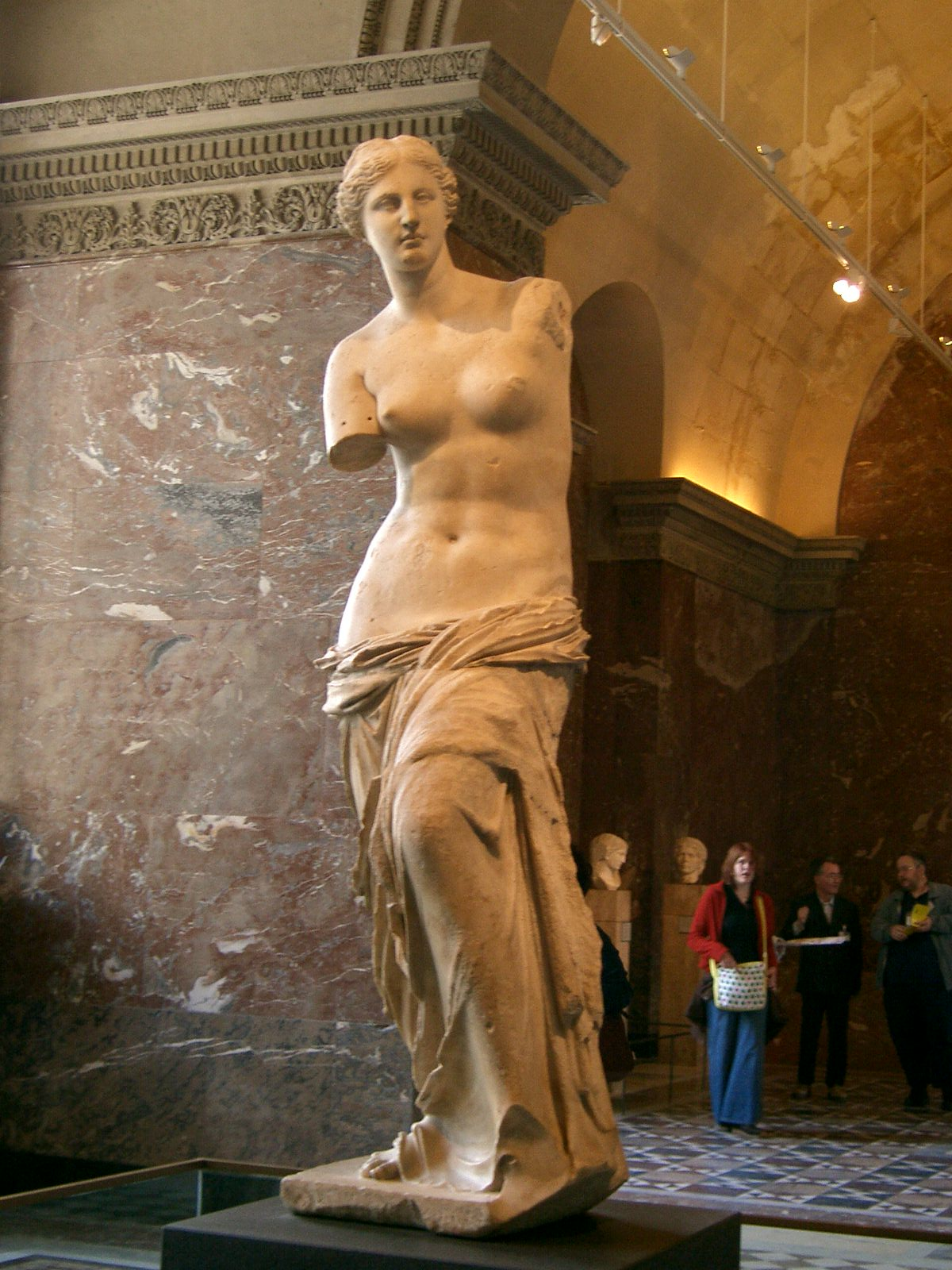
Vénus de Milo.

Mármore é uma rocha metamórfica originada de calcário exposto a altas temperaturas e pressão de baixa a moderada. Por este motivo as maiores jazidas de mármore são encontradas em regiões de rocha matriz calcária e onde houve atividade vulcânica. O mármore é uma rocha explorada para uso em construção civil.

## Etimologia
O substantivo «mármore» provém do étimo latino marmŏr, que além de aludir à rocha homónima, também servia, figurativamente, para designar a superfície encapelada do mar. O étimo latino, por seu turno, proveio do grego antigo μάρμαρος que designava rochas cristalinas e o próprio mármore.

## Características
| Especificação                   | Característica                                 |
| ------------------------------- | ---------------------------------------------- |
| Mineralogia principal           | Calcita, dolomita                              |
| Constituintes menores           | Quartzo, pirita, anfibólios, diopsídio         |
| Composição Química              | Carbonática (calcítica a magnesiana)           |
| Estrutura                       | Maciça                                         |
| Texturas                        | Granoblástica, poligonizada                    |
| Tipos de metamorfismo           | Metamorfismo de contacto Metamorfismo regional |
| Principais rochas metaderivadas | Calcários e dolomitos                          |
| Cor                             | preferencialmente clara                        |

## Comércio

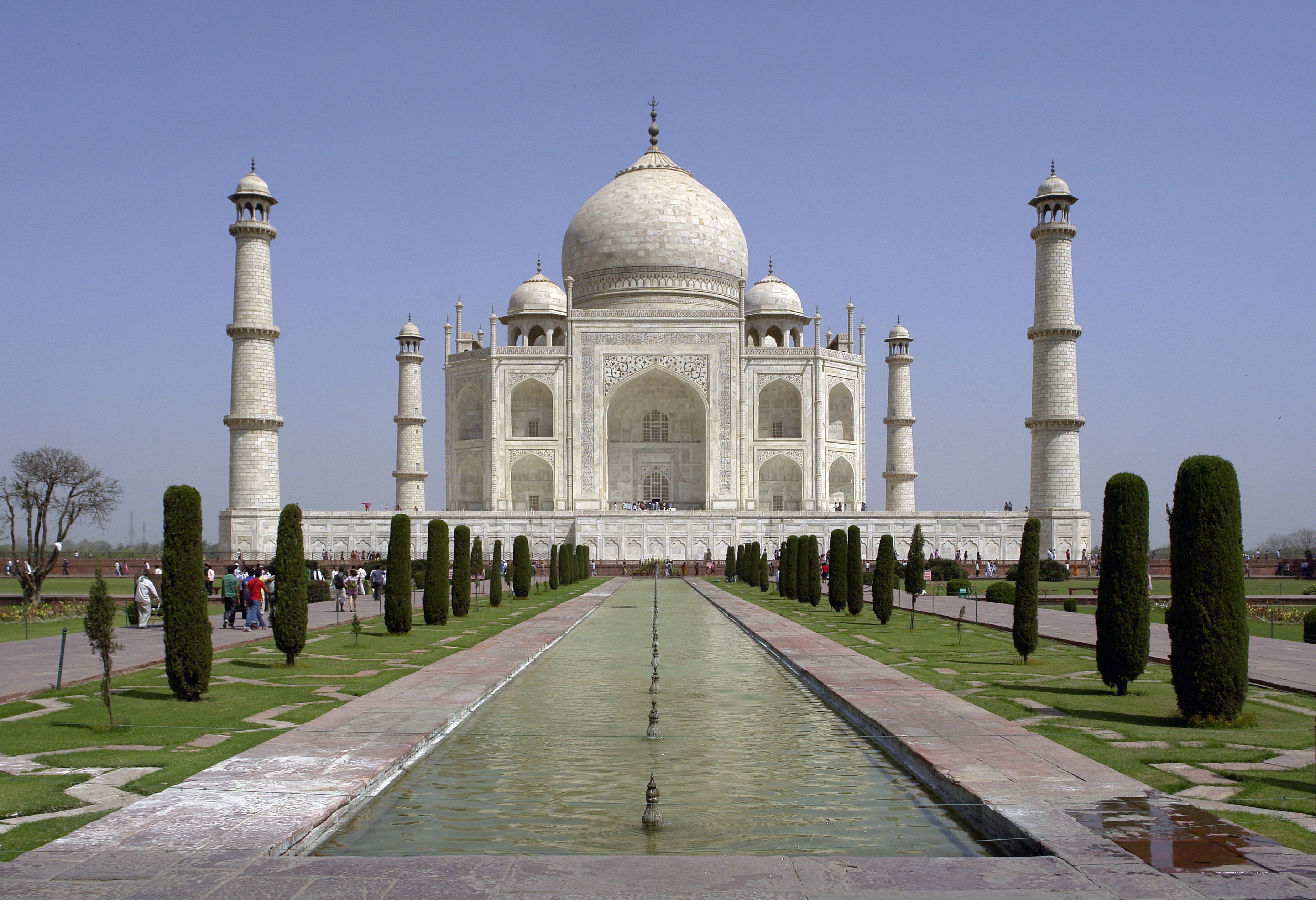
Taj Mahal.

Comercialmente são classificados como mármores, todas as rochas carbonáticas capazes de receber polimento. A composição mineralógica depende da composição química do sedimento e do grau metamórfico. Dessa forma, possuem uma variedade de cores e texturas, estruturas que as tornam bastante rentáveis na indústria de rochas ornamentais.

## Jazidas

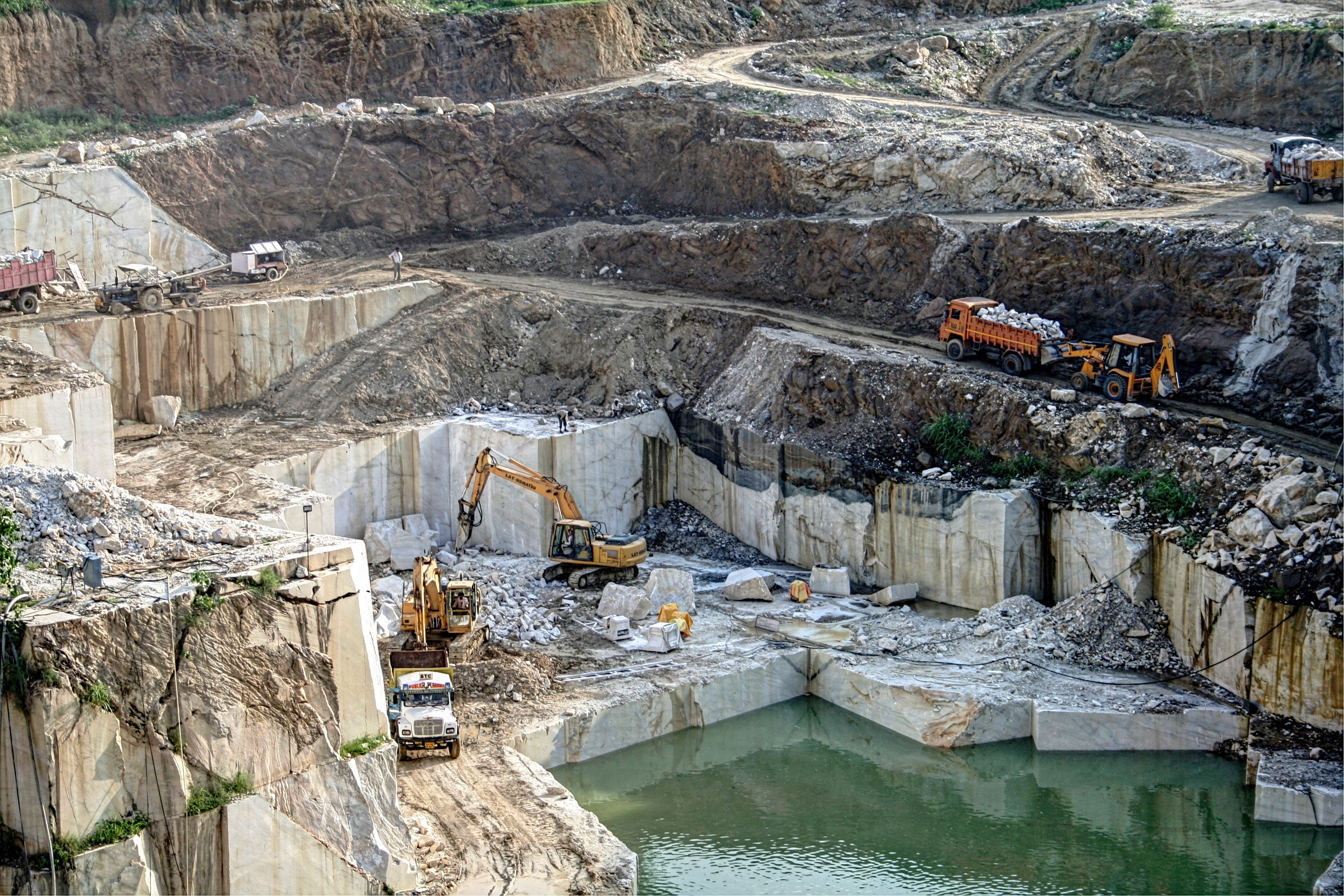
Extração de mármore.

### Portugal
Em Portugal, encontram-se jazidas de mármore principalmente no Maciço Antigo da região alentejana, inseridos em terrenos da Zona de Ossa-Morena, mais concretamente nos quadrantes que vão de Estremoz a Barrancos e de Montemor a Ficalho.
Sendo certo que estes mármores têm maior expressão no Anticlinal de Estremoz (que se encontra no quadrante que vai de Estremoz a Barrancos), de onde, por sinal, é extraído o afamado mármore de Estremoz, também há consideráveis jazidas nos quadrantes que vão de Montemor a Ficalho e no Maciço de Beja, principalmente nas zonas que ficam entre Ficalho e Moura, Viana do Alentejo e Alvito, Escoural, Serpa, e Trigaches.
Nestes quadrantes, os mármores surgem integrados em dois complexos vulcano-sedimentares (respectivamente o de Estremoz e o de Ficalho - Moura) que, apesar das diferenças geográficas entre si, exibem sequências litoestratigráficas semelhantes, sendo fundamentalmente constituídos por mármores, xistos e intercalações de rochas vulcânicas.

### Brasil
No Brasil, as maiores concentrações de mármore estão no estado do Espírito Santo, sendo este também o maior produtor de rochas ornamentais do país.